# Фернандес, Эстер
Мария Эстер Гонсалес Фернандес (исп. Maria Esther Gonzalez Fernandez), более известная как Эстер Фернандес (исп. Esther Fernandez; 22 августа 1918, Халиско, Мексика — 21 октября 1999, Мехико, Мексика) — мексиканская актриса эпохи «Золотого века мексиканского кинематографа».

## Биография
Родилась 23 августа 1917 года в провинции Халиско в Мексике.
Дебютировала в кино в 1933 году. В 1936 году получила главную роль в первом мексиканском звуковом кинофильме, где её партнёром стал Тито Гисар. Фильм получил множество мексиканских кинонаград и ознаменовал начало «Золотого века мексиканского кинематографа». После успеха фильма его создатели решили переснять для Голливуда версию на английском языке с теми же мексиканскими актёрами. Фильм ждал повторный успех, а актёры Тито Гисар и Эстер Фернандес на несколько лет стали голливудскими актёрами-иностранцами.
В 1950-е годы на фоне личных проблем Эстер ушла из кинематографа. Лишь в 1980-е она вернулась в мексиканское кино, снимаясь в маленьких эпизодах в фильмах и сериалах. Успех к актрисе вернулся в 1989 году, когда она исполнила роль няни Чайо в теленовелле «Просто Мария». В 1990-е годы актриса отказывалась от ведущих ролей в связи с болезнью и старостью, предлагая режиссёрам снимать её в эпизодических ролях старых женщин и отшельниц.

### Последние годы жизни
В 1999 году Эстер упала на улице, в результате чего получила трещину бедренной кости и сильно ударилась головой. В сентябре 1999 года у неё случился инфаркт миокарда, после чего её поместили на две недели в мексиканскую клинику. В том же месяце актриса согласилась переехать в Дом ветеранов кинематографа в Мехико, где и скончалась 21 октября 1999 года от обширного инфаркта миокарда. Похоронена на кладбище Panteón Jardín в Мехико.

### Личная жизнь
Был замужем за известным мексиканским актёром Антонио Баду. У супругов не было детей, Антонио обвинял в этом Эстер, и, в конце концов, подал на развод на этом основании. После развода у актрисы началась депрессия, которая переросла в тяжёлый психоз. На несколько лет она попала в психиатрическую больницу, после выписки из которой решила порвать с кинематографом на неопределённое время. Она также резко прибавила в весе на фоне приёма транквилизаторов.

## Фильмография

### Немые фильмы
- 1936 — «Иуда»
- 1936 — «Ствол смерти»
- 1935 — «Росарио»
- 1935 — «Семья Дрессел»
- 1934 — «Человечество»
- 1934 — «Сердце разбойника»
- 1934 — «Чучо эль Рото» (биографический фильм)
- 1934 — «Женщина из порта[исп.]»
- 1933 — «Осквернение»

### Мексиканские фильмы «Золотого века мексиканского кинематографа»
- 1956 — «Дети Ранчо-Гранде» (продолжение фильма «Назад на Ранчо-Гранде» и последний фильм «Золотого века мексиканского кинематографа»)
- 1953 — «Отчёт»
- 1950 — «Донья Перфекта»
- 1948 — «Сюда приезжает Мендоса»
- 1946 — «Его последнее приключение»
- 1946 — «Рамона»
- 1944 — «Побег»
- 1940 — «Назад в тропики»
- 1939 — «Аутсайдеры»
- 1939 — «Огни окрестности»
- 1938 — «Люди моря»
- 1937 — «Мой кандидат»
- 1937 — «Аделита»
- 1937 — «Глаза Гвадалахары»
- 1936 — «Назад на Ранчо-Гранде[исп.]» (первый мексиканский звуковой фильм, получивший множество наград и премий)

### Сериалы телекомпанииTelevisa
- 1989 — «Просто Мария» — Няня Чайо (дубляж — Елена Павловская)

### Фильмы 1990-х годов
- 1996 — «Тюрьма»
- 1992 — «Годы Греты[исп.]»